# Stanulus
Stanulus is een geslacht van straalvinnige vissen uit de familie van naakte slijmvissen (Blenniidae).

## Soorten
- Stanulus seychellensis Smith, 1959
- Stanulus talboti Springer, 1968